# Лобања
Лобања или лубања (лат. cranium) обухвата све оне кости које чине коштани овој у коме је смештен мозак. Она је ослонац структурама лица и обезбеђује заштитну шупљину у којој се налази мозак. Лобања се састоји од два дела — черепа (лат. cranium) и доње вилице. Код људи, ова два дела су кости свода лобање (лат. neurocranium) и кости лица (лат. viscerocranium), које укључују доњу вилицу као највећу кост. Лобања чини највећи предњи део скелета и производ је цефализације — у њој се налази мозак и неколико чулних структура као што су очи, уши, нос и уста. Код људи ове чулне структуре су део скелета лица.
Улоге лобање укључују заштиту мозга, фиксирање удаљености између очију како би се омогућио стереоскопски вид и фиксирање положаја ушију како би се омогућила локализација правца и удаљености извора звука. Код неких животиња, као што су рогати копитари (сисари са копитима), лобања такође има одбрамбену функцију тако што обезбеђује носач (на чеоној кости) за рогове.
Енглеска реч skull је вероватно изведена од старонордијске речи skulle, док латинска реч cranium потиче од грчког корена κρανίον (kranion).
Лобања се састоји од низа спојених равних костију и садржи много отвора, јама, наставака и неколико шупљина, односно синуса. У зоологији постоје отвори у лобањи који се називају прозорима.
Коштани део главе код већине кичмењака изграђен је из лобање и костију вилица. Кичмењаци који имају компактну лобању називају се craniata. Кости лобање човека чине чеона кост, темена кост, клинаста кост, слепоочна кост, потиљачна кост, ситаста кост, јабучна кост, доња носна шкољка, носна кост, сузна кост, непчана кост, горња вилица, доња вилица и раласта кост.

## Структура

### Човек
Лобања човека је коштана структура која формира главу у људском скелету. Она представља ослонац структурама лица и формира шупљину у којој се налази мозак. Као и лобање других кичмењака, она штити мозак од повреда.
Лобања се састоји од три дела, различитог ембриолошког порекла — костију свода лобање (лат. neurocranium), шавова и костију лица (лат. viscerocranium). Кости свода лобање формирају заштитну лобањску шупљину која окружује мозак и мождано стабло. Горњи делови костију лобање формирају кров лобање (лат. calvaria). Кости лица укључују доњу вилицу.
Шавови су прилично крути зглобови између костију свода лобање.
Скелет лица формирају кости које представљају ослонац структурама лица.

## Клинички значај
Краниосиностоза је стање у коме се један или више фиброзних шавова у лобањи новорођенчета прерано спајају, и мењају образац раста лобање. Пошто се лобања не може ширити окомито на спојени шав, она више расте у паралелном правцу. Понекад резултујући начин раста обезбеђује неопходан простор за мозак који расте, али резултира абнормалним обликом главе и абнормалним цртама лица. У случајевима у којима не постоји довољно простора за мозак који расте, краниосиностоза доводи до повећаног интракранијалног притиска што може довести до оштећења вида, поремећаја спавања, потешкоћа у исхрани или оштећења менталног развоја.
Лобања која подсећа на улупани лим је феномен у коме интензиван интракранијални притисак мења унутрашњу површину лобање. Назив потиче од чињенице да унутрашња лобања изгледа као да је тучена чекићем са куглицом, какав често користе казанџије. Стање је најчешће код деце.

### Повреде и третман
Повреде мозга могу бити опасне по живот. Обично лобања штити мозак од оштећења својом тврдом непопустљивошћу; лобања је једна од структура које је најтеже деформисати и потребна јесила од око 1 тоне да смањи пречник лобање за 1 . У неким случајевима, међутим, као код повреде главе, може доћи до повишеног интракранијалног притиска кроз механизме као што је субдурални хематом. У овим случајевима повишен интракранијални притисак може изазвати хернијацију мозга из великог отвора (лат. foramen magnum), јер нема простора за проширење мозга; ово може довести до значајног оштећења мозга или смрти осим ако се не изврши хитна операција за смањење притиска. Због тога се пацијенти са потресом мозга морају изузетно пажљиво пратити.
Још из времена неолита, понекад се изводила операција лобање која се звала трепанација. Ово је укључивало бушење отвора у лобањи. Испитивање лобања из овог периода открива да су пацијенти понекад преживљавали много година након захвата. Вероватно је да је трепанирање вршено искључиво из ритуалних или верских разлога. Данас се ова процедура и даље користи, али се обично назива кранијектомија.
У марту 2013, по први пут у САД, истраживачи су заменили велики део лобање пацијента прецизним, 3Д штампаним полимерним имплантатом. Приближно 9 месеци касније, на једној Холанђанки је извршена прва потпуна замену лобање са 3Д штампаним пластичним имплантатом. Боловала је од хиперостозе, која је повећала дебљину њене лобање и компримовала њен мозак.
Студија коју су 2018. године спровели истраживачи са Харвардске медицинске школе у Бостону, коју су финансирали Национални институти за здравље (NIH), сугерише да уместо да путују крвотоком, постоје „сићушни канали“ у лобањи кроз које имунске ћелије из коштане сржи долазе до подручја запаљења након повреде можданог ткива.

### Трансродне процедуре
Хируршка промена полно диморфних црта лобање може се извести као део операције феминизације лица, скупа реконструктивних хируршких процедура које могу изменити мушке црте лица како би их по облику и величини приближиле типичним женским цртама лица. Ове процедуре могу бити важан део третмана трансродних особа са родном дисфоријом.